# Kistakuz
Kistakuz (auch: Khistevarz oder Qistakuz) ist ein Dschamoat in der tadschikischen Provinz Sughd mit 43.346 Einwohnern.
Kistakuz liegt im Nordwesten Tadschikistans, unmittelbar nördlich der Grenze zu Kirgisistan. Nördlich von Kistakuz liegt mit dem Kairakkum-Stausee der größte Stausee Tadschikistans. Mit der A376 verläuft eine der bedeutendsten nationalen Fernstraßen durch Kistakuz.
Nationale Bekanntheit erlangte die Stadt, als es im Mai 1997 zu einem Schusswechsel zwischen staatlichen Einsatzkräften und einer Gruppe flüchtiger Männer kam. Die Gruppe bestand aus mindestens 10 Männern, die beschuldigt wurden, das Attentat auf den tadschikischen Präsidenten Rahmon am 30. April des Jahres geplant zu haben. Diese wurden in Kistakuz von Regierungstruppen gestellt und es kam zu einem Schusswechsel, bei dem fünf Männer starben, zwei weitere Mitglieder der Gruppe begingen Selbstmord.